# Dziurawiec (Bębło)

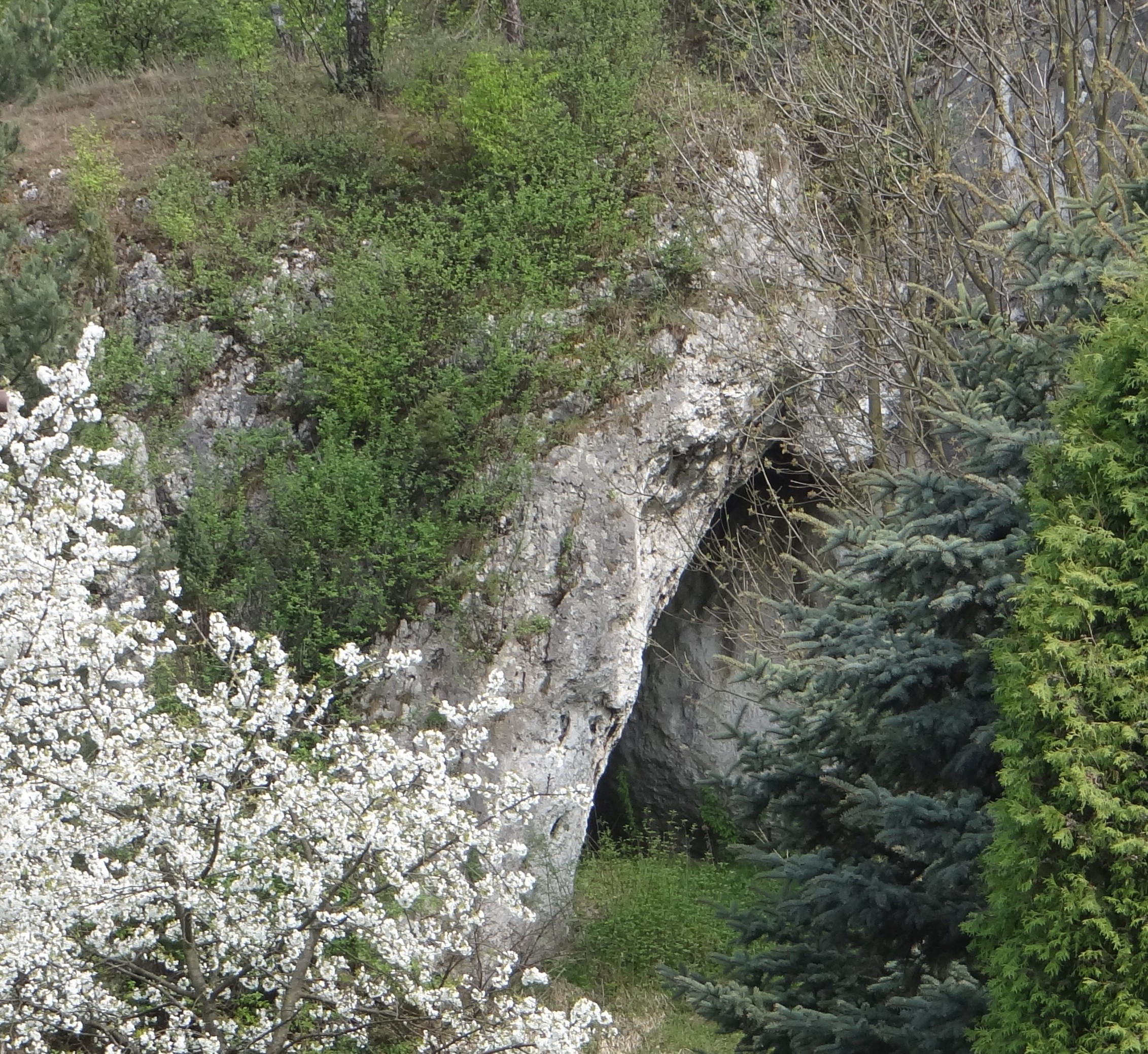
Dziurawiec, widok z drogi

Dziurawiec – skała na Wyżynie Olkuskiej w miejscowości Bębło w województwie małopolskim, w powiecie krakowskim, w gminie Wielka Wieś. Jest to pojedyncza skała na ogrodzonym terenie prywatnym (działka nr 204), z tyłu za domem, u podnóży porośniętego zaroślami wzgórza. Zbudowana jest z wapieni, ma charakterystyczny kształt skalnej bramy i wysokość 9–10 m.

## Drogi wspinaczkowe
Wspinacze skalni wytyczyli na niej 13 dróg wspinaczkowych o skali trudności Kurtyki IV – VI.4. Część z nich ma zamontowane stałe punkty asekuracyjne: ringi (r), ringi zjazdowe (rz)b dwa ringi zjazdowe (drz). Na niektórych wspinaczka tradycyjna (tr.).

Dziurawiec I
1. Lewy parch; 4r + rz, V, 11 m
2. Projekt otwarty; 1r + rz, 12 m
3. Parch; 3r + rz, VI.1+, 10 m
4. Paradoks; VI.3+, tr., 10 m
5. Lewy Paradoks; VI.3+/4, tr., 10 m
6. Bronowicki ninja; 3r + rz, VI.3+, 10 m

Dziurawiec II
1. Komin Packa-Wachowskiego; V+ 10 m
2. Zwieracze puszczają; 3r + drz, VI.3, 10 m
3. Free your mind; 5r VI.4+, 10 m
4. Łatwe pieniądze; 4r + drz, VI.3+, 10 m
5. Komercyjna solówka; VI.2, 10 m

Dziurawiec III
1. Projekt otwarty; 5r + 1s, 12 m

Dziurawiec IV
1. Rysa na trzech nóżkach wprost; VI.2, 10 m
2. Rysa na trzech nóżkach; VI+, 10 m[2].

W Dziurawcu znajduje się Jaskinia Tunel. Na tej samej działce w skale po jej południowej stronie jest Schronisko przed Tunelem Drugie, a na sąsiedniej w południowym kierunku działce znajduje się skała ze Schroniskiem przed Tunelem Pierwszym.